# Enceinte sacrée

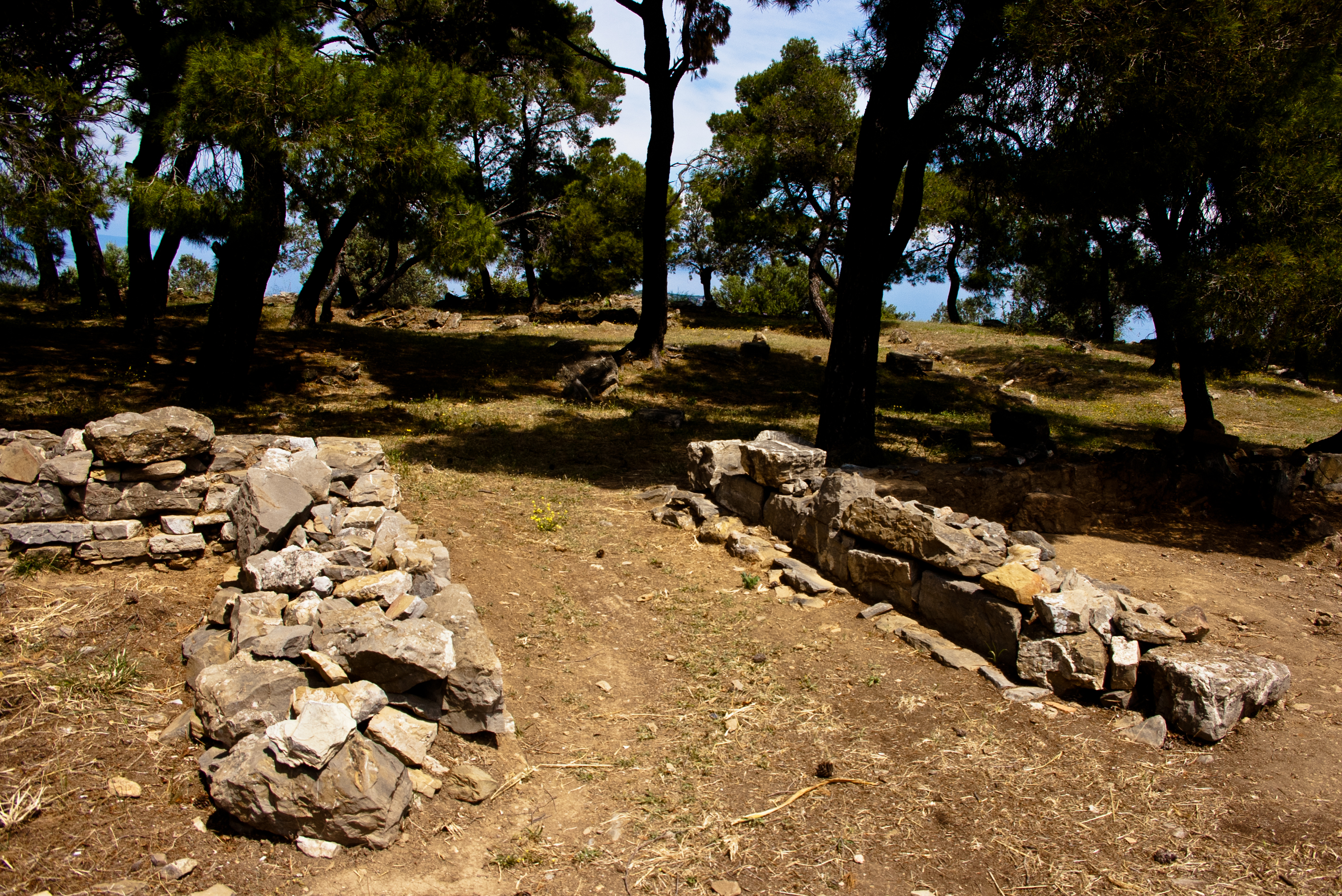
Entrée et péribole du temple de Poséidon, île de Calaurie.

En histoire des religions et en anthropologie, une enceinte sacrée désigne tout édifice destiné à séparer deux espaces, un espace sacré et un espace profane. Généralement, il s'agit d'un mur de séparation érigé pour marquer la différence entre les deux espaces et qui acquiert un sens symbolique important. De nombreuses cultures humaines ont fait l'usage d'enceintes sacrées, qui se trouvent à la fois en Mésopotamie, mais aussi en Amérique précolombienne, en Afrique subsaharienne, comme à Notsé, ou dans les cultures méditerranéennes, comme la Grèce ou Rome. L'usage d'enceintes sacrées demeure aussi un point important des religions abrahamiques, comme lors de la construction du Temple de Jérusalem ou les pèlerinages comme le hajj. Dans certains cas, cette séparation est placée dans un même espace sacré, qu'elle divise, ce qui se trouve par exemple dans les enceintes séparant les humains selon leur genre, dans certaines églises, mosquées et synagogues.
Le terme désigne le bâti qui établit, renforce ou accentue les séparations, mais il est parfois utilisé par extension pour l'ensemble des limites sacrées posées sur des espaces, bien que le terme de « limite sacrée » soit plus correct dans ce cas. Anthropologiquement, il s'agit d'un aspect important de la culture humaine, car il permet souvent, par l'érection d'une marque visible signifiant la présence de l'espace sacré, d'établir les limites de l'espace profane. Il est central dans la notion de sacré.

## Anthropologie

### Un aspect clarificateur
L'érection d'une enceinte sacrée, qu'elle soit une large enceinte ou un simple mur, est central dans un aspect de clarification. Par la mise en place, et la visibilité marquée, des limites entre les lieux, c'est à la fois le sacré, mais aussi le profane, que l'enceinte définit. Elle renforce aussi généralement les comportements cultuels, face à l'impossibilité matérielle de traverser cet espace, les humains doivent concrètement accorder leurs actions avec le culte, qui se matérialise de la sorte et se rend présent à toute la communauté.

### Un aspect délimitateur
L'enceinte sacrée marque une extraction du monde profane. Après les bornes franchies, l'humain se trouve dans une perception du temps différente, où le cours normal des événements ne semble plus suivre son rythme habituel. Dans ce lieu et après l'enceinte passée, la communication avec le surnaturel est perçue comme plus naturelle et évidente.

## Histoire

### Antiquité
L'érection d'une enceinte sacrée est souvent liée à la fondation d'une cité, ainsi, lorsque la ville phénicienne de Byblos est refondée, au milieu du IVe millénaire av. J-C., l'enceinte sacrée délimitant le futur temple de la cité est le premier édifice de la ville. Byblos n'est pas isolée et des villes mésopotamiennes plus anciennes, comme Eridu ou Uruk, se concentrent aussi autour d'enceintes sacrées, qui délimitent les limites des temples. Ces deux villes mésopotamiennes possèdent les enceintes sacrées mésopotamiennes les plus conséquentes, mais quasiment l'intégralité des villes du Proche-Orient ancien comporte de telles enceintes, y compris à Chypre. S'il existe de nombreux mythes reliant directement une intervention surnaturelle dans le choix de l'espace sacré et sa délimitation, dans certains cas, c'est une intervention divine qui donne naissance et bâtit, comme à Uruk, où le dieu An intervient directement dans sa construction.
En Crète minoenne et plus largement la Mer Égée antique, de tels édifices sont aussi attestés. Les Celtes sont aussi de fréquents bâtisseurs d'enceintes sacrées, il semble que les cultes celtes en usent souvent, mais il apparaît que des cercles de pierres préhistoriques en France seraient du même type. Des pénomènes similaires sont attestés en Amérique du Nord à partir du Ve siècle av. J-C. Les Grecs en font aussi usage et il s'agit d'un aspect central de leurs pratiques. Ils s'en servent pour délimiter l'espace des temples ou des bosquets sacrés, notamment,,, à l'instar du sanctuaire de Delphes. Il est possible, bien que ce soit loin d'être certain, que la seconde partie du nom de la déesse Artémis provienne de la racine grecque pour l'enceinte sacrée, « τέμενος ». Avec les Grecs, les Perses sont aussi coutumiers de la pratique, comme à Pasargades. Selon Strabon, les cultes de la Géorgie antique semblent incorporer de telles enceintes. Chez les Romains, le pomerium désigne la limite sacrée de la cité, elle est parfois marquée par une enceinte sacrée, qui présente aussi un rôle militaire et défensif, c'est ce qu'on trouve avec la muraille Servienne. Dans ce cas, selon Plutarque, les portes ne font pas partie de l'enceinte sacrée, pour permettre leur franchissement.
On distingue des dynamiques parallèles ou similaires dans le judaïsme ancien. Ainsi, il est par exemple interdit à un étranger de pénétrer dans l'enceinte du Temple de Jérusalem, comme le rappelle l'inscription du Soreg,. Dans le cas du Temple de Jérusalem, celui-ci est établi en suivant une structure concentrique, où chaque enceinte franchie rapproche davantage du Saint des saints, le lieu perçu comme étant la demeure physique du dieu d'Israël. Il s'agit ainsi d'un lieu découpé par de nombreuses enceintes sacrées, qui sont une marque omniprésente du statut de la sainteté de l'étape où l'humain se trouve.

### Moyen Âge
En Europe et en Asie, cette structure est reprise dans les lieux de culte chrétiens, les églises, qui se coupent de l'extérieur par l'érection de murs, qui conservent un sanctuaire, coupé du reste par un mur ou un voile, futur iconostase ou jubé. Dans certains cas, les chrétiens et les juifs mettent en place d'autres marques délimitatives bâties au sein de leurs lieux de culte, par exemple en établissant un gynécée séparé pour les fidèles de genre féminin,. De telles séparations internes se retrouvent aussi dans les mosquées, avec un espace différent, parfois jusqu'à être une pièce différente, pour la prière des hommes et des femmes.
En Afrique subsaharienne, de telles pratiques se retrouvent, par exemple chez les ancêtres du peuple Éwé, comme le montrent les récits relatifs à l'exode des Éwés de Notsé, où les ancêtres du peuple décident de quitter la ville de Notsé après que le roi tyrannique, Agokoli, a choisi d'ériger une vaste enceinte sacrée,,. Les Incas, en Amérique centrale, semblent aussi faire usage d'enceintes sacrées.